# Національні архіви Франції

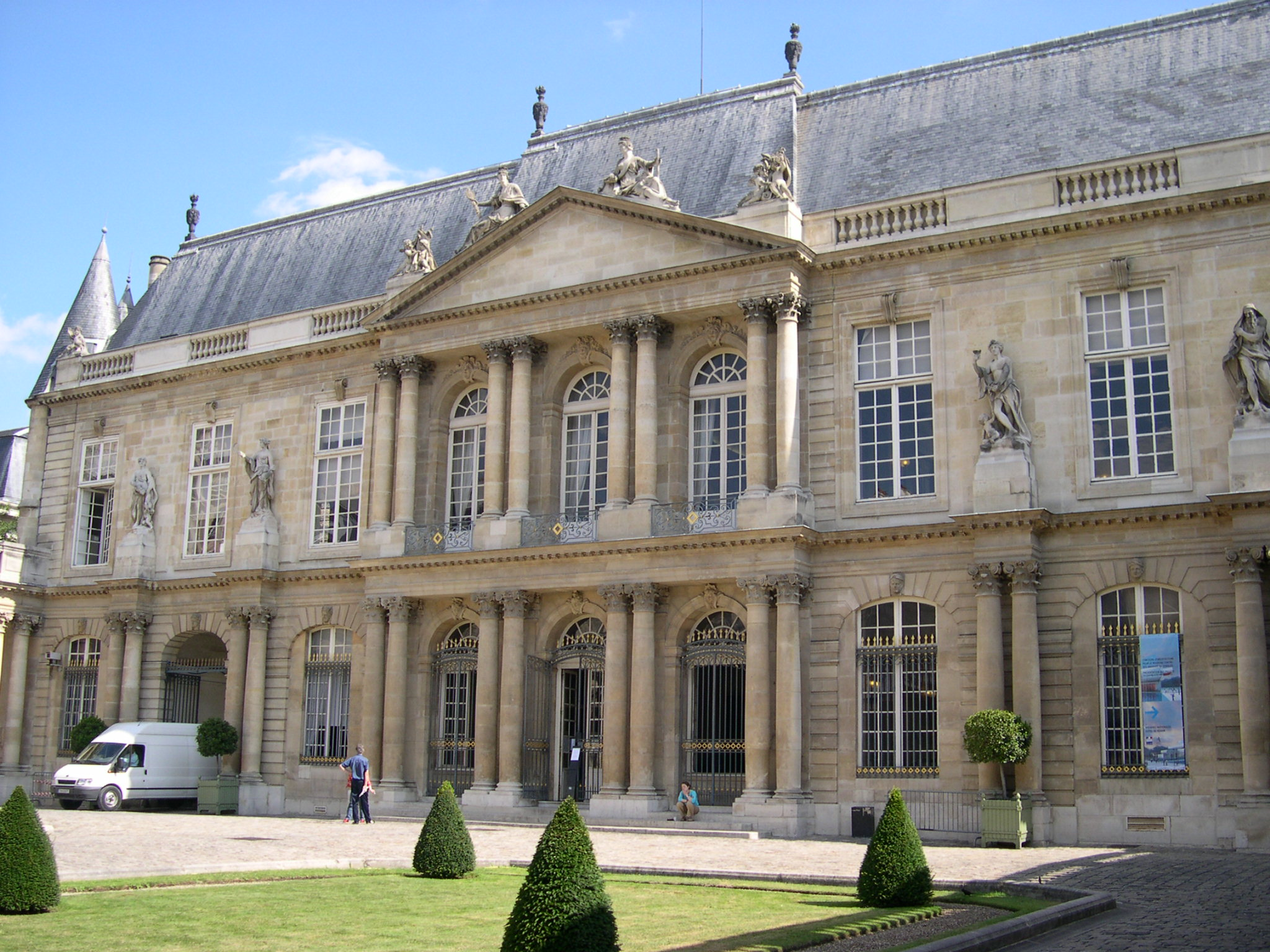
Національні архіви Франції у кварталі Маре

Національні архіви Франції (фр. Archives nationales) — центральний архівний заклад Франції.

## Опис
Тут зберігаються документи всіх центральних державних органів країни за винятком Міністерства оборони, Міністерства закордонних справ та Міністерства економіки, оскільки згадані міністерства мають свої архіви:
- Історична служба оборони (Service historique de la défense),
- Дирекція архівів (Direction des Archives),
- Центр економічних і фінансових архівів (Centre des archives économiques et financières).

Документи регіональних органів влади знаходяться в архівах відповідних департаментів.
Національні архіви підпорядковані Дирекції архівів Франції (Direction des Archives de France) при Міністерстві культури (Ministère de la Culture).
Національні архіви Франції складаються з п'яти архівних підрозділів, які в свою чергу входять до трьох центрів компетентності.

## П'ять підрозділів Національних архівів Франції

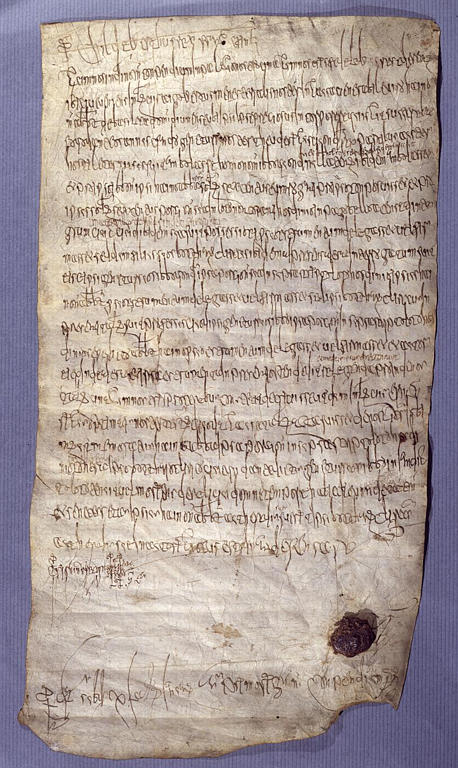
Один з найдавніших документів Національних архівів Франції: пергамент, датований 23 грудня 695 року, в якому король Хільдеберт III постановляє передати землі Оданк-л'Евек Абатству Сен-Дені

### Історичний центр Національних архівів
Історичний центр Національних архівів (фр. Centre historique des Archives nationales, скорочено CHAN) Центр розташований в паризькому кварталі Маре в будинках Отель Субіз та Отель Роган. Тут зберігаються документи до 1958 року, архів глав держави та приватні документи з усіх епох. Деякі з документів походять ще з часів Меровінгів.

### Центр сучасних архівів
Центр сучасних архівів (фр. Centre des archives contemporaines) заснований в 1969 році в Фонтенбло; тут переважно зберігаються документи після 1958 року.

### Центр заморських архівів
Центр заморських архівів (фр. Centre des archives d’outre-mer) заснований в 1969 році в місті Екс-ан-Прованс. Тут знаходяться документи колишніх французьких колоній як відповідних міністерств, так і колоніальних адміністрацій. З 1 січня 2007 року архів має статус національного центру компетентності.

### Національні архіви світу праці
Національні архіви світу праці (фр. Archives nationales du monde du travail) засновані в 1993 році в Рубе. Тут зберігається документація підприємств, профспілок, професійних об'єднань. З 1 січня 2007 року архів має статус національного центру компетентності.

### Національний центр мікрофільмів та оцифрування
Національний центр мікрофільмів та оцифрування (фр. Centre national du microfilm et de la numérisation) існує з 1973 року в замку Еспейран (фр. Château d’Espeyran) в Сен-Жиль в департаменті Гар. Тут знаходяться оригінальні мікроформи документів, що зберігаються в інших архівах. Тут також відбувається оцифрування архівних матеріалів.

## Новий центр у П'єррфітт-сюр-Сен
У 2004 прийнято рішення побудувати новий центральний архів у П'єррфітт-сюр-Сен у департаменті Сена-Сен-Дені. Нове приміщення було відкрито 11 лютого 2013 року, туди переїхали 60 км полиць з матеріалами, що знаходилися в Отелі Субіз та Отелі Роган, а також 120 км полиць матеріалів з Фонтенбло. Будівля нового архіву розроблена італійським архітектором Массомоліано Фуксасом.